# Michael Lerner (Schauspieler)
Michael Lerner (* 22. Juni 1941 in New York City, New York; † 8. April 2023 in Burbank, Kalifornien) war ein US-amerikanischer Schauspieler.

## Leben
Lerner wurde zunächst am American Conservatory Theater in San Francisco ausgebildet, danach besuchte er die London Academy of Music and Dramatic Art. Seinen Master-Abschluss machte er an der University of California. 1969 begann er seine Schauspielkarriere und hatte zunächst fast ausschließlich Gastrollen in Fernsehserien. Einige der wenigen Filmrollen hatte er 1980 in Von Küste zu Küste sowie im Jahr darauf in Wenn der Postmann zweimal klingelt.
Seinen Durchbruch feierte er 1991 mit seiner Rolle des Filmproduzenten Jack Lipnick in Barton Fink, für die er als bester Nebendarsteller für den Oscar nominiert wurde und einen Los Angeles Film Critics Association Award als bester Nebendarsteller erhielt. Seither spielte er in Filmkomödien wie Willkommen in Wellville, Der Onkel vom Mars und Buddy – Der Weihnachtself sowie in den Actionfilmen Flucht aus Absolom und Roland Emmerichs Godzilla.
Im Jahr 1995 spielte er eine der Hauptrollen in der kurzlebigen Fernsehserie Courthouse, die nach elf Folgen eingestellt wurde. Zwischen 1996 und 1997 hatte er eine wiederkehrende Rolle in Clueless – Die Chaos-Clique. 2002 spielte er an der Seite von Madonna im Londoner West End in der Theaterproduktion Up for Grabs.
Lerner starb im April 2023 im Alter von 81 Jahren in einem Krankenhaus in Burbank, Kalifornien.

## Filmografie (Auswahl)
| Kino - 1976: Der Tag der Abrechnung (St. Ives) - 1980: Der Abstauber (The Baltimore Bullet) - 1980: Der Grenzwolf (Borderline) - 1980: Von Küste zu Küste (Coast to Coast) - 1981: Wenn der Postmann zweimal klingelt (The Postman Always Rings Twice) - 1983: Das Geheimnis von Centreville (Strange Invaders) - 1987: Im Augenblick der Angst (Angustia) - 1988: Vibes – Die übersinnliche Jagd nach der glühenden Pyramide (Vibes) - 1988: Acht Mann und ein Skandal (Eight Men Out) - 1989: Harlem Nights - 1991: Barton Fink - 1991: Omen IV: Das Erwachen (Omen IV: The Awakening) - 1992: Newsies – Die Zeitungsjungen (Newsies) - 1994: Willkommen in Wellville (The Road to Wellville) - 1994: Flucht aus Absolom (No Escape) - 1994: Mac Millionär – Zu clever für ’nen Blanko-Scheck (Blank Check) - 1995: Das Yakuza-Kartell (No Way Back) - 1997: Zum Teufel mit den Millionen (For Richer or Poorer) - 1997: Mein Liebling, der Tyrann (The Beautician and the Beast) - 1998: Talos – Die Mumie (Tale of the Mummy) - 1998: Celebrity – Schön. Reich. Berühmt. (Celebrity) - 1998: Godzilla - 1999: Der Onkel vom Mars (My Favorite Martian) - 2003: Buddy – Der Weihnachtself (Elf) - 2004: Poster Boy - 2009: A Serious Man - 2010: Pete Smalls Is Dead - 2011: Die Atlas Trilogie – Wer ist John Galt? (Atlas Shrugged, Part I) - 2012: Spieglein Spieglein – Die wirklich wahre Geschichte von Schneewittchen (Mirror Mirror) - 2014: X-Men: Zukunft ist Vergangenheit (X-Men: Days of Future Past) - 2015: Ashby - 2019: Frankenstein’s Monster’s Monster, Frankenstein | Fernsehen - 1969: Drei Mädchen und drei Jungen (The Brady Bunch) - 1971: Der Chef (Ironside) - 1972: Die Straßen von San Francisco (The Streets of San Francisco) - 1973: Notruf California (Emergency!) - 1973: The New Perry Mason - 1974: Detektiv Rockford – Anruf genügt (The Rockford Files) - 1974: Männerwirtschaft (The Odd Couple) - 1974: M*A*S*H - 1975: Starsky & Hutch - 1978: Kojak – Einsatz in Manhattan (Kojak) - 1979: Hart aber herzlich (Pilotfilm) als Pokerspieler - 1980: Barnaby Jones - 1982: Hart aber herzlich (Hart to Hart, Folge: „Scheidungsmanöver“) - 1983: Polizeirevier Hill Street (Hill Street Blues) - 1985: Das A-Team (The A-Team) - 1985: MacGyver - 1987: Unglaubliche Geschichten (Amazing Stories, Fernsehserie, Folge 2x16) - 1993: Geschichten aus der Gruft (Tales from the Crypt) - 1996: Clueless – Die Chaos-Clique (Clueless) - 2001: Third Watch – Einsatz am Limit (Third Watch) - 2003: Law & Order: Special Victims Unit |